# Safata
|  | No s'ha de confondre amb Plata (recipient). |

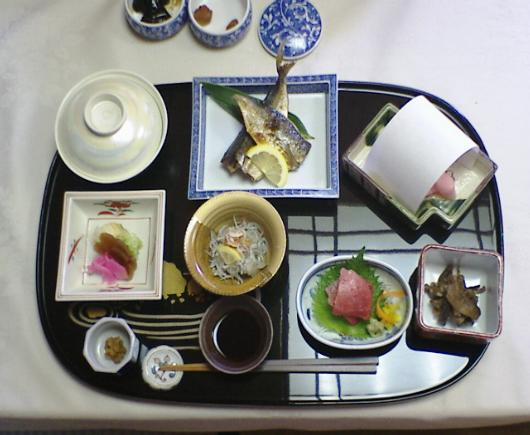
Esmorzar sobre una safata

 Una safata o plàtera o font és una plataforma baixa dissenyada per transportar coses, especialment, begudes i serveis d'alimentació.
La superfície de les safates és llisa, però amb les vores aixecades en tot el seu perímetre per evitar que els objectes rellisquin i caiguin d'aquestes. Es dissenyen en una gran varietat de formes, tot i que les més habituals són les rectangulars o les ovalades. De vegades, incorporen nanses destacades o retallades a les vores per manejar-les amb més comoditat.
La safata pot fabricar-se amb diversos materials, incloent plata, llautó, ferro, fusta, i paper maixé. Alguns models tenen potes curtes o plegables per posar-les en una posició elevada.
La safata és una eina característica del sector de l'hostaleria, tant d'un bar o cafeteria com d'un restaurant. En aquest cas, s'utilitza fonamentalment per al servei de banquets perquè en cas contrari, el més normal és servir els plats individualment.
La forma de manejar la safata consisteix a transportar amb una de les dues mans servint els aliments i begudes amb l'altra mentre es manté en equilibri. Per evitar que caigui durant l'operació, és fonamental seguir algunes normes bàsiques:
- Posar al centre els materials més pesats o últims a retirar (en el cas de begudes, per exemple, les ampolles).
- Començar servint els productes situats en els laterals i acabar pels del centre.

També s'usen per servir canapès i aperitius d'empeus oferint-los als convidats o posant-los sobre les taules.

## Varietats

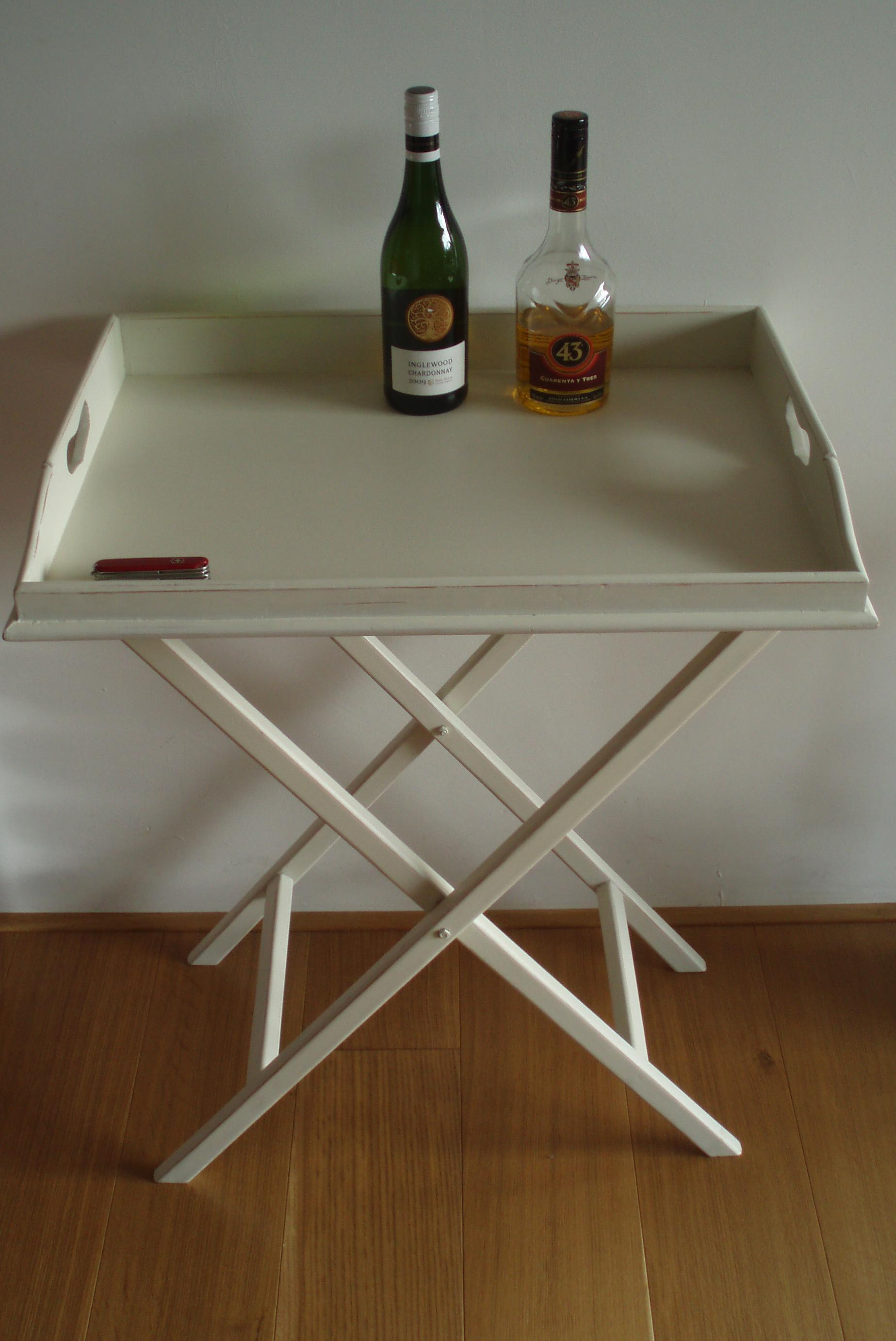
Safata de majordom

- La  safata de llit  té sovint una vora lateral més alta, nanses als costats estrets per facilitar el seu transport (generalment retallades a la vora) i un suport amb potes plegables. S'utilitza per a prendre l'esmorzar o el sopar assegut al llit (o en un altre moble similar com una cadira o sofà) prescindint, per tant, de la taula.
- La  safata de majordom  també té una vora més alta, nanses en els laterals i un suport transportable amb potes plegables que es dobleguen. S'utilitza per al servei de begudes i serveix generalment com adequada taula auxiliar.
- Les  safates clíniques  s'utilitzen per a transportar instruments quirúrgics. Són rectangulars i estan fabricades d'acer inoxidable per a resistir la calor de l'esterilització i no patir corrosió.
- En horticultura, les  safates de llavors  s'utilitzen per fer créixer plantes i flors a partir de les seves llavors.[3] També es fan servir per agafar implants de plantes. Les safates d'aquest tipus es fabriquen en poliestirè o polietilè. Es distribueixen en moltes mides; les més habituals són la danesa i l'europea.

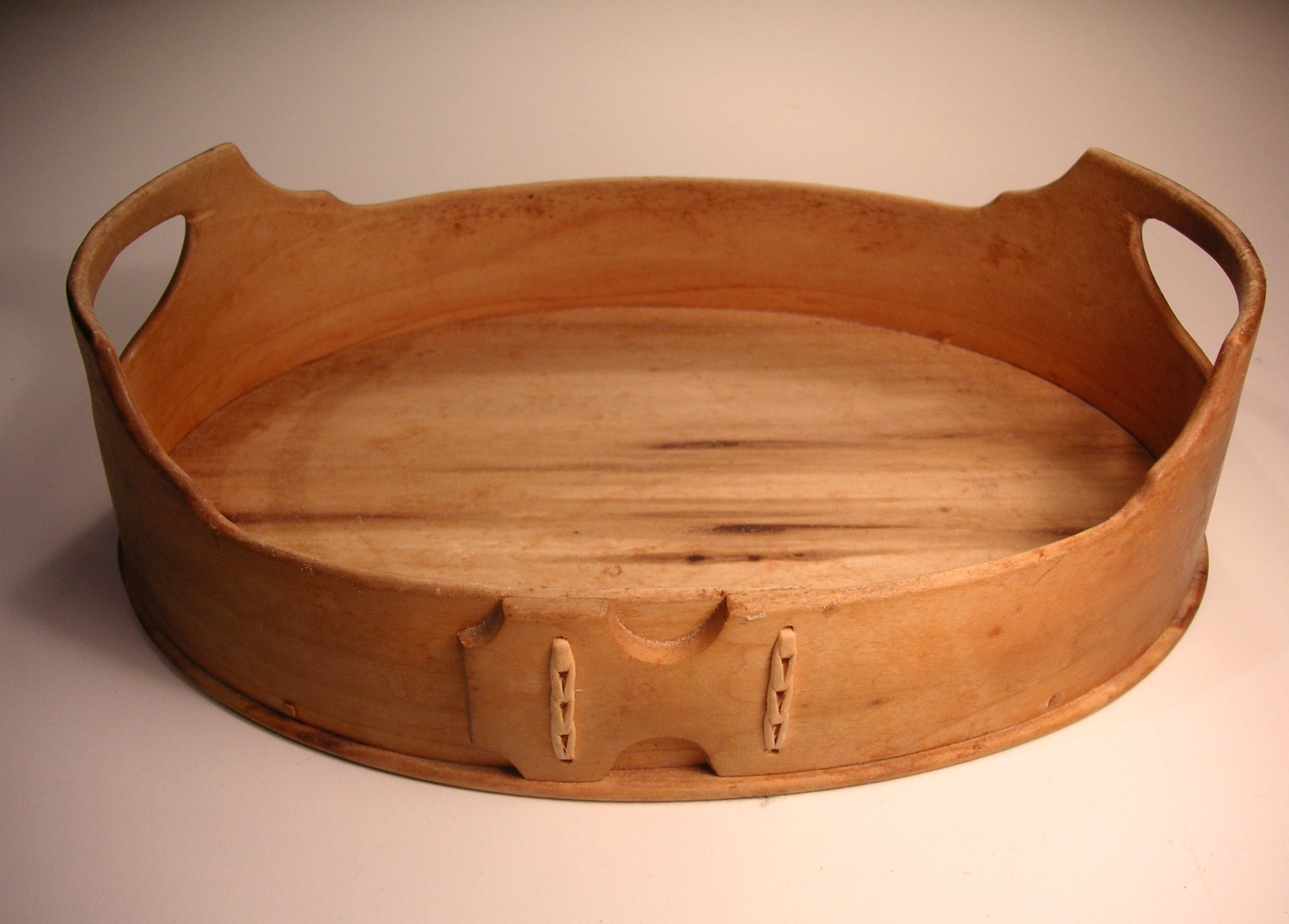
Safata de fusta
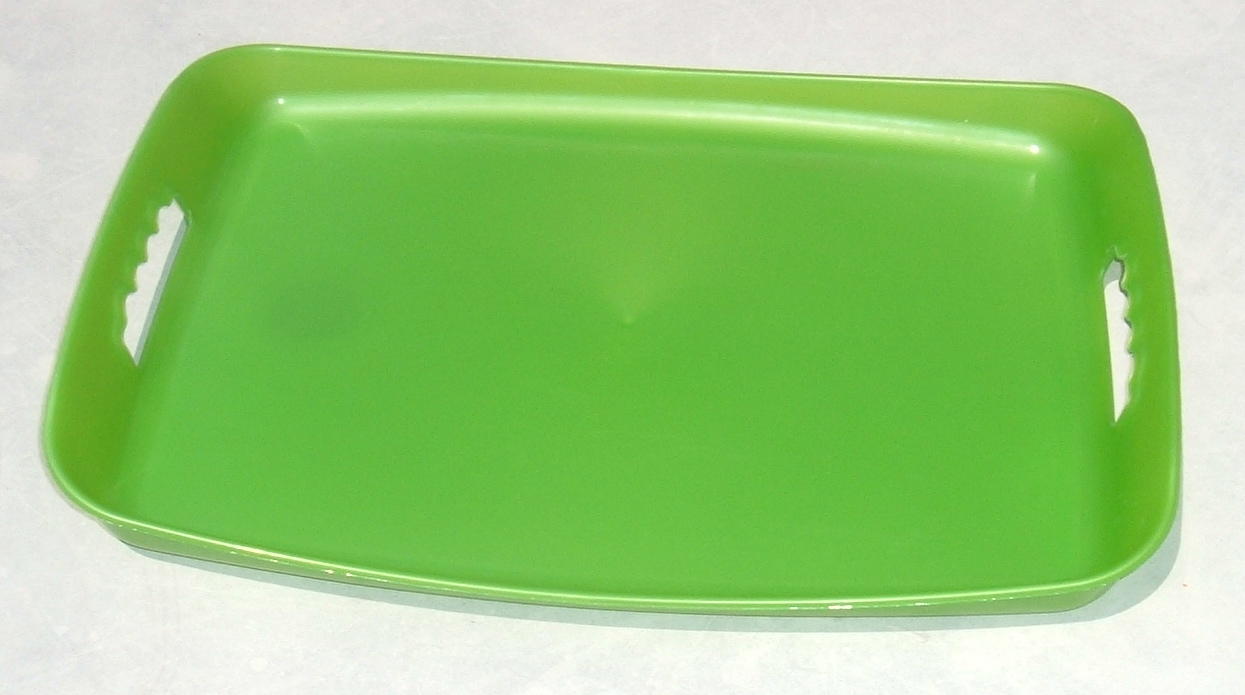
Safata de plàstic
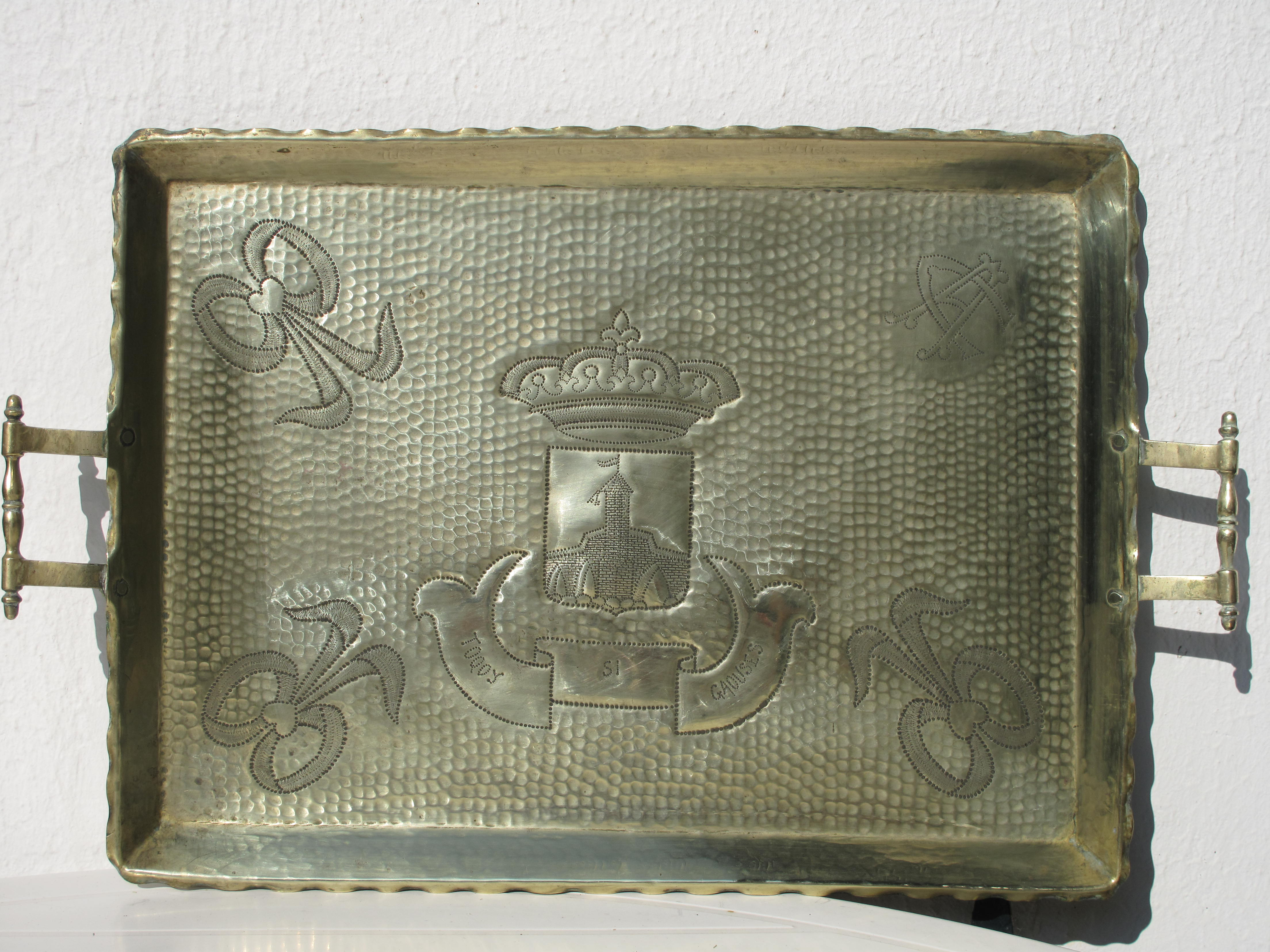
Safata de coure (ca.1920)
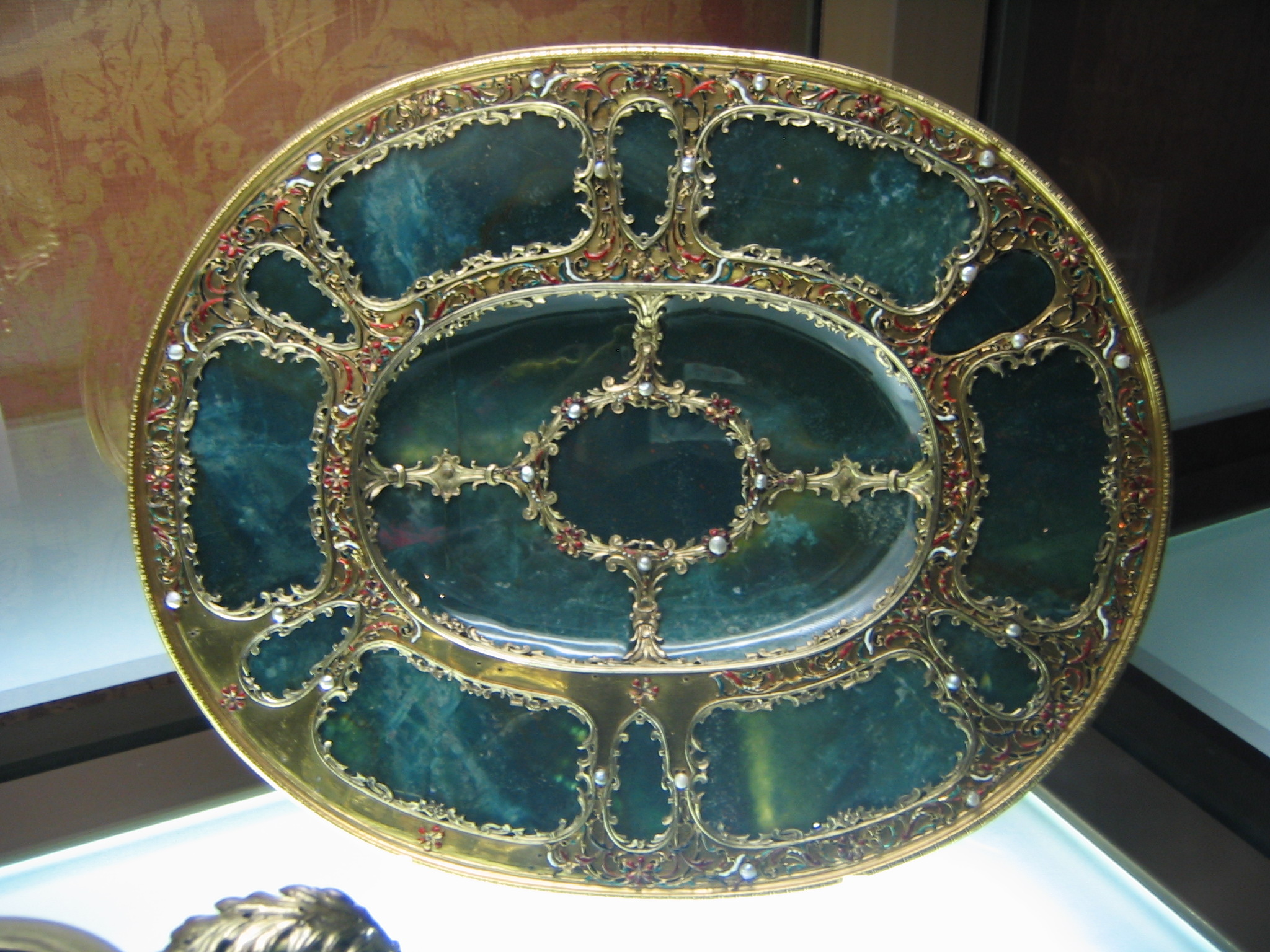
Safata de sanguina, bronze i or (s. XVII)